# حرکت-کوری القاشده

در تصویر بالا و با خیره شدن به نقطۀ سبزرنگ واقع در مرکز عکس (بدون پلک‌زدن) پس از گذشت زمانی حدود ۱۰ ثانیه، یک، دو یا هر سه نقطه زرد ناپدید می‌شود یا چشمک می‌زند. این پدیده تا زمانی که ناظر به خیرگی ادامه دهد، ادامه می‌یابد. این یک حرکت کوری القاشده یا ام‌آی‌بی است

حرکتِ «کوریِ القاشده» (به انگلیسی: Motion Induced Blindness) یا به صورت مخفف ام‌آی‌بی (MIB)، یک پدیدۀ طبیعی از نامرئی‌شدن دیداری است که یک نوع وهم ادارکی می‌باشد.

## علل
این حرکت ناشی از توهماتی است که مغز هنگام دریافت، اطلاعات را نادیده می‌گیرد یا دور می‌اندازد. این ممکن است یک ترفند مفید مغز یا کمبود یا هردوی این‌ها باشد. با این‌حال نظریه‌های موجود دربارۀ مکانیسم این پدیده رد شده‌است و نظریه‌های جدید در حال بررسی است.